# 日産横浜自動車大学校
日産横浜自動車大学校（にっさんよこはまじどうしゃだいがっこう　英称：NISSAN AUTOMOBILE TECHNICAL COLLEGE YOKOHAMA）は、神奈川県横浜市旭区に設置された日産自動車系の私立の専門学校である。

## 沿革
- 1953年11月1日 - 前身となる「日産自動車工手学校」が設立[1]
- 1972年1月1日 - 日産自動車工手学校が「日産工業専門学校」に改称[2]
- 1978年3月 - 日産工業専門学校を改組する形で「日産高等工業学校」が設立、神奈川県知事より認可を受ける（現在の本校ではこのときを持って創立としている）[3]
- 1988年 - 神奈川県知事により専修学校専門課程「自動車整備科」認可、「日産神奈川自動車整備専門学校」に改称[3]
- 1989年 - 運輸大臣により「日産神奈川自動車整備専門学校」を開校
- 1998年 - 校名を「日産メカニックビジネス専門学校」に改称
- 2002年 - 神奈川県知事により専門課程「一級自動車整備科」認可
- 2003年 - 一級自動車整備科開設
- 2005年 - 校名を「日産横浜自動車整備専門学校」に改称
- 2006年 - 一級自動車整備科（2年制）を一級自動車工学科（4年制）に改定
- 2007年 - 校名を「専門学校 日産横浜自動車大学校」に改称
- 2011年4月 - 学生寮を新設

## 学科紹介
一級自動車工学科　4年制（各学年約80人）
国家一級自動車整備士の資格取得を目的とした学科。自動車整備科からの編入も可能。
自動車整備科　2年制（各学年約160人）
国家二級自動車整備士の資格取得を目的とした学科。一級自動車工学科からの転科も可能（但し、時期によっては不可）。

## 特色
- 日産横浜自動車大学校は、日産の教育センター内に併設されており、施設も日産自動車の所有物である。
- 日産5校の中で唯一、日産自動車株式会社の一部門である（学校法人日産学園には属さない）[4]。ただし実際の校務については2019年現在は学校法人日産学園に委託されている[5]。
- 就職に関しては、毎年高い就職内定率を誇っている[要出典]
- 国家資格及びその他の資格試験の合格率は、ほぼ100％である[要出典]
- 整備知識は勿論、お客様応対の授業にも力を入れている

## 実習車
日産校なので実習車は主に日産車であるが、電気自動車（EV）教育にはトヨタ・プリウスを使用していたことがある。
その後日産・ティーノHEVを使用していたが、リーフが発売されたため、EV教育にはリーフが使用されている。

## 学校行事
- 入学式 - 22期生は『カンブリア宮殿』（テレビ東京系）で入学式が放映された)
- 新入生合宿研修 - 入学式より約1週間後に実施
- 日産工場見学（追浜工場、横浜工場）
- 日産グランドライブ試乗会
- 海外研修（平成21年九州、22年アメリカ西海岸）
- 全国サービス技術大会見学
- 東京モーターショー
- 販売会社研修（内定先企業の店舗で研修）
- 座間記念庫見学
- 学園祭
- 卒業式

## 取得資格
- 国家1級整備士資格(1級工学科)
- 国家2級整備士資格(自動車整備科)
- 日産3級整備士資格(自動車整備科)
- 日産2級整備士資格(1級工学科)
- 日産3級テクニカルアドバイザー資格(1級工学科)
- 損害保険募集人資格
- 危険物取扱者　乙種4類
- 中古車査定士資格
- 職業訓練指導員
- ガス溶接技能講習
- CNG（圧縮天然ガス）自動車点検整備責任講習
- 低圧電気取扱特別講習

## 部活動紹介
マーチカップ部
現在活動休止。日産・マーチ（K12型）によるワンメイクレース（MARCH Race East Japan Series)に出場していた。
主に関東近辺のサーキット（筑波サーキット、ツインリンクもてぎ、袖ヶ浦フォレストレースウェイ）で活動していた。
車両の整備は、主に学生が行っていた。
エコラン部
1ℓの燃料でどれだけの距離を走行できるのかを競う競技に参加している。
主に、追浜（グランドライブ）、ツインリンクもてぎでの大会に出場している。

## その他
2012年よりKONDO Racing・スリーボンドと共同で、スーパー耐久・ST-Xクラスに日産・GT-Rで参戦を開始。2019年からはSUPER GT・GT300クラスに活動の場を移して、2023年現在も参戦を継続中である。2020年現在は、優秀な学生をメカニックに起用して実際にレースの現場に送り込むといったことも行われている。

## アクセス
- 相鉄線二俣川駅南口より東戸塚駅西口、左近山第5,6行きバス約20分、左近山第4下車徒歩約5分
- 横須賀線東戸塚駅西口より二俣川駅南口、市沢小学校行きバス約15分、環2市沢上町下車徒歩約7分。又、東戸塚駅西口より左近山第5行き乗車の場合は、左近山第6下車徒歩約5分
- 相鉄線和田町駅より新桜ヶ丘団地行きバス約10分、市沢団地入口下車徒歩約5分
- 車の場合、保土ヶ谷バイパスより新桜ヶ丘インター⇒環状2号線を新横浜方面、約2,3分後、環2市沢上町交差点左折⇒1つ目の信号のT字路を左折⇒直進
- 新横浜駅からは、環状2号線を約20分ほど直進し、環2市沢上町交差点左折⇒1つ目の信号のT十字路を左折⇒直進

## 姉妹校
- 日産栃木自動車大学校
- 日産愛知自動車大学校
- 日産京都自動車大学校
- 日産愛媛自動車大学校